# カーメル (インディアナ州)
カーメル（Carmel）は、アメリカ合衆国インディアナ州中央部に位置する都市。州都インディアナポリス市域の北に隣接、同市ダウンタウンから北約25kmに位置し、同市の郊外都市となっている。人口は99,757人（2020年国勢調査）で、インディアナポリス都市圏の郊外都市としては最大、インディアナ州全体でも第5位となっている。
アメリカ合衆国における大都市郊外の裕福な住宅都市の例に漏れず、カーメルの治安は極めて良好である。モーガン・クイットノーの「全米の安全な都市」ランキングでは、2015年版で東隣のフィッシャーズに次ぐベスト2位、2016年版では「子育てに最も適した全米一安全な都市」とされている。また、「全米で最も安全な中規模都市」第1位にも選ばれている。

## 歴史
1816年にインディアナが州に昇格し、その翌々年、1818年にセントメアリーズ条約によってレナペ族がオハイオ・インディアナ両州を追われた後、1823年にインディアナ州議会はハミルトン郡を創設し、また郡南部を占めていたデラウェア郡区を、その西側からクレイ郡区、また東側からフォールクリーク郡区を分割する形で3分割した。このクレイ郡区に1837年、ジョン・フェルプス、アレクサンダー・ミルズ、セス・グリーン、ダニエル・ウォーレンの4名の入植者が、後にカーメルとなるベスレヘムの町を創設した。初期の入植者の多くは友会徒であった。1846年に郵便局が設置された際、インディアナ州内の他の場所に「ベスレヘム」という名の町が既にあったため、この地の郵便局は「カーメル」という名で設けられた。その後1874年に町として法人化された際、町名は「ベスレヘム」から「カーメル」に改められた。

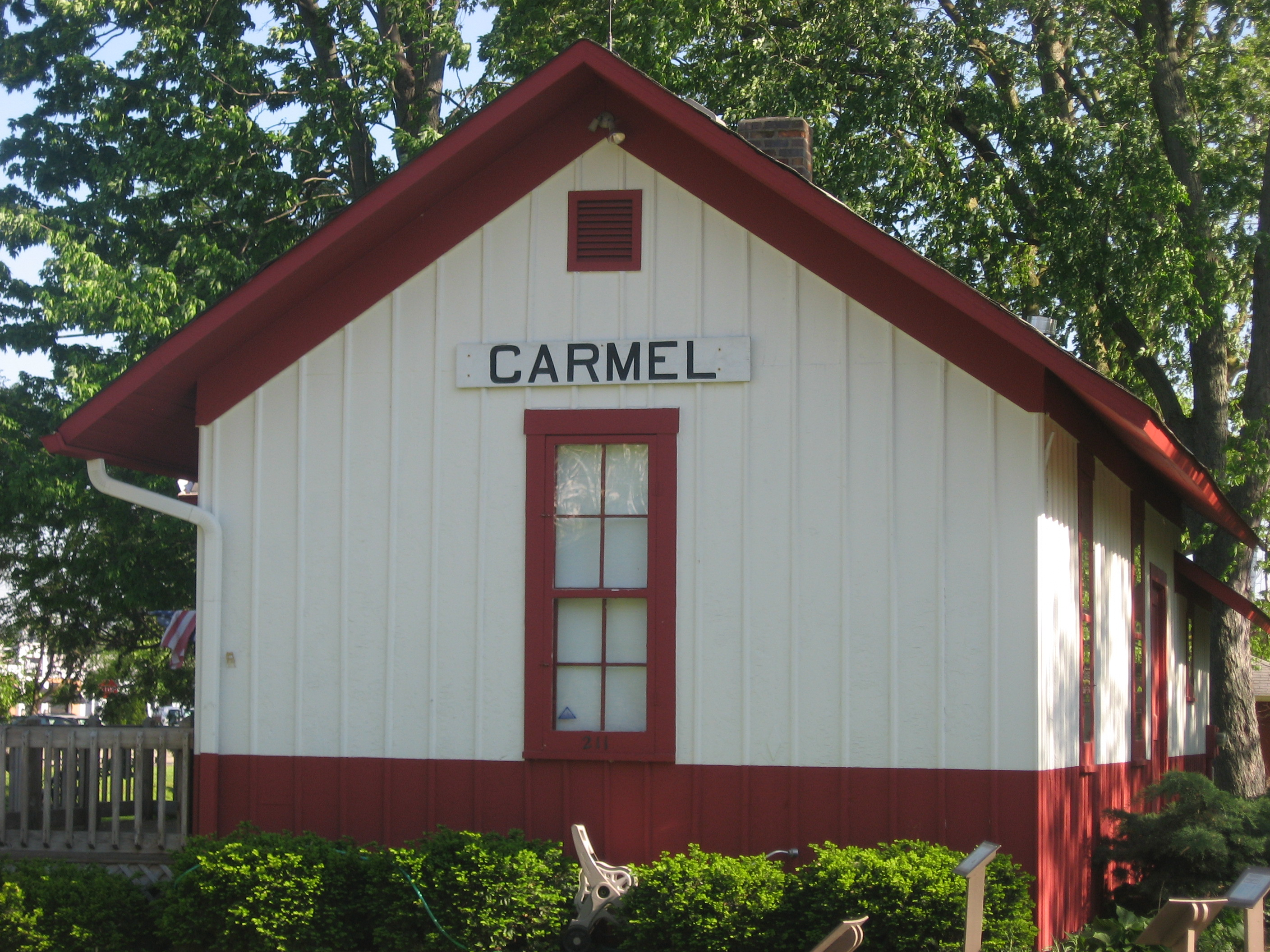
1883年に設置されたモノン鉄道の駅。2013年に国家歴史登録財に指定された。

1882年にはモノン鉄道が敷かれ、翌1883年にはカーメルにその駅が設置された。1904年にはカーメルに初めて電力網が設けられた。1924年、地元カーメル出身の発明家レスリー・ヘインズはこの電力を利用した電気式自動信号機を発明し、カーメルのメイン・ストリートとレンジライン・ロードの角に、州内でも初となるこの信号機を設置した。1930年には水道網が、1933年にはガス網がそれぞれ設けられた。
1970年の国勢調査で人口6,691人を数えた後、1974年11月、「第4級都市」としての市制施行をめぐる住民投票が行われ、その結果可決された。翌1975年1月1日には市制が施行され、市長、市書記官・出納役、7人の議員からなる市議会、および市判事から成る市政府が発足した。1990年には新しい市庁舎が開庁した。2010年の国勢調査では人口79,191人を数え、2016年には、この数値に基づいて「第2級都市」に移行する条例が可決され、これに伴って市議会の定数が9人となり、2人分の補欠選挙が行われた。また、この移行に伴い、2019年の市選挙では、小選挙区1つが増設され、また全市区の選出枠が1人増員された。2015年には、カーメル商業局とフィッシャーズ商業局が統合され、ワンゾーン商業局（One Zone Chamber of Commerce）となった。

## 地理
カーメルは北緯39度58分23秒 西経86度6分28秒 / 北緯39.97306度 西経86.10778度に位置している。市はインディアナ州中央部、ハミルトン郡南西部にあり、州都インディアナポリスと統合市郡を成すマリオン郡の市郡域に隣接している。インディアナポリスのダウンタウンからは北へ約25kmである。東にはホワイト川を市境として、カーメルと同じくインディアナポリスの大型衛星都市であるフィッシャーズが、北にはウェストフィールドが、北東にはハミルトン郡の郡庁が置かれているノーブルズビルが、また西にはブーン郡のザイオンズビルが、それぞれ隣接している。
アメリカ合衆国国勢調査局によると、カーメル市は総面積129.94km2（50.17mi2）である。そのうち127.13km2（49.09mi2）が陸地で2.80km2（1.08mi2）が水域である。総面積の2.20%が水域となっている。市の標高は260mである。
カーメルを含むインディアナポリス都市圏の気候は、ケッペンの気候区分では計算上は温暖湿潤気候 (Cfa) となるものの、中西部に広く分布する冷帯湿潤気候 (Dfa) に近く、蒸し暑い夏とやや寒さの厳しい冬に特徴付けられる内陸型である。気候についての詳細は、インディアナポリス#気候も参照のこと。

### 都市概観

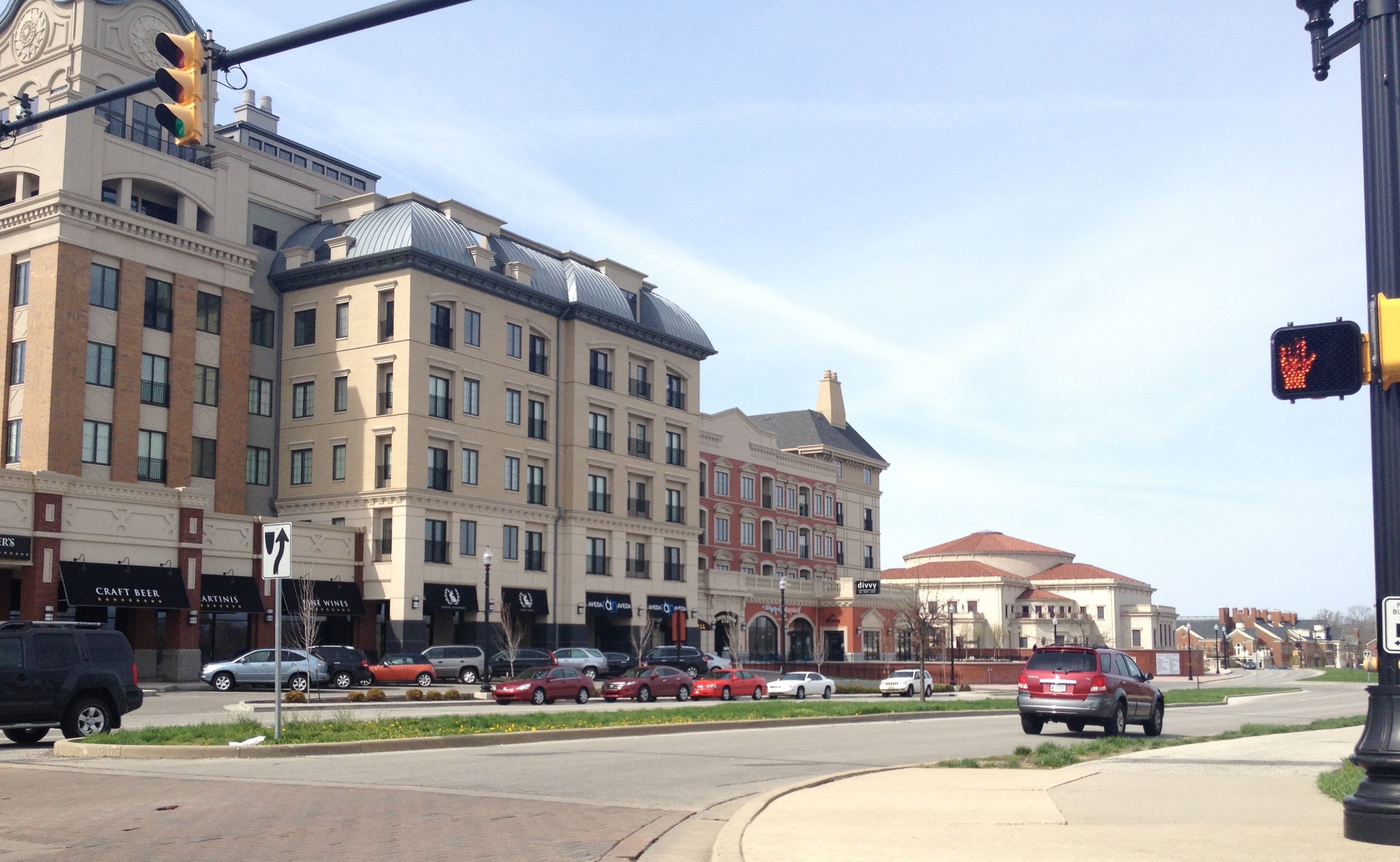
シティ・センター・ドライブ

カーメルは郊外の住宅地ということもあって、その街路は数本の大きな道路を除いて入り組んでいる。市内を東西に通る大きな通りには、インディアナポリスとの市境を通る96thストリートから、ウェストフィールドとの市境を通る146thストリートまで、マリオン郡（インディアナポリス）から通しの、北に行くほど大きくなる番号がついており、かつ、その番号の末尾が6であるものが多い。例外的なものとしては、市中央部やや北寄りを通る131stストリート/メイン・ストリート、市中央部を東西（部分的に北東-南西）に通るシティ・センター・ドライブ（レンジライン・ロード以東では126thストリート）、同じく市中央部を東西（部分的に南道-北西）に通るカーメル・ドライブが挙げられる。
一方、南北を通る通りの多くには数字はついていない。南北に通る大きな通りとしては、西から順にミシガン・ロード（国道421号線）、シェルボーン・ロード、タウン・ロード、ディッチ・ロード、スプリング・ミル・ロード、イリノイ・ストリート、メリディアン・ストリート（国道31号線、高速道路規格）、ペンシルベニア・ストリート、カレッジ・アベニュー、オーク・リッジ・ロード、ギルフォード・ロード、レンジライン・ロード、キーストーン・パークウェイ（州道431号線、高速道路規格）、キャリー・ロード、グレイ・ロード、ヘーゼル・デル・パークウェイ、およびリバー・ロード（その名が示す通りホワイト河畔を通る）が挙げられる。これらの通りには、インディアナポリスの同名の通りが北上してカーメル市域に入っても同じ名前をつけられている、というものが多い。

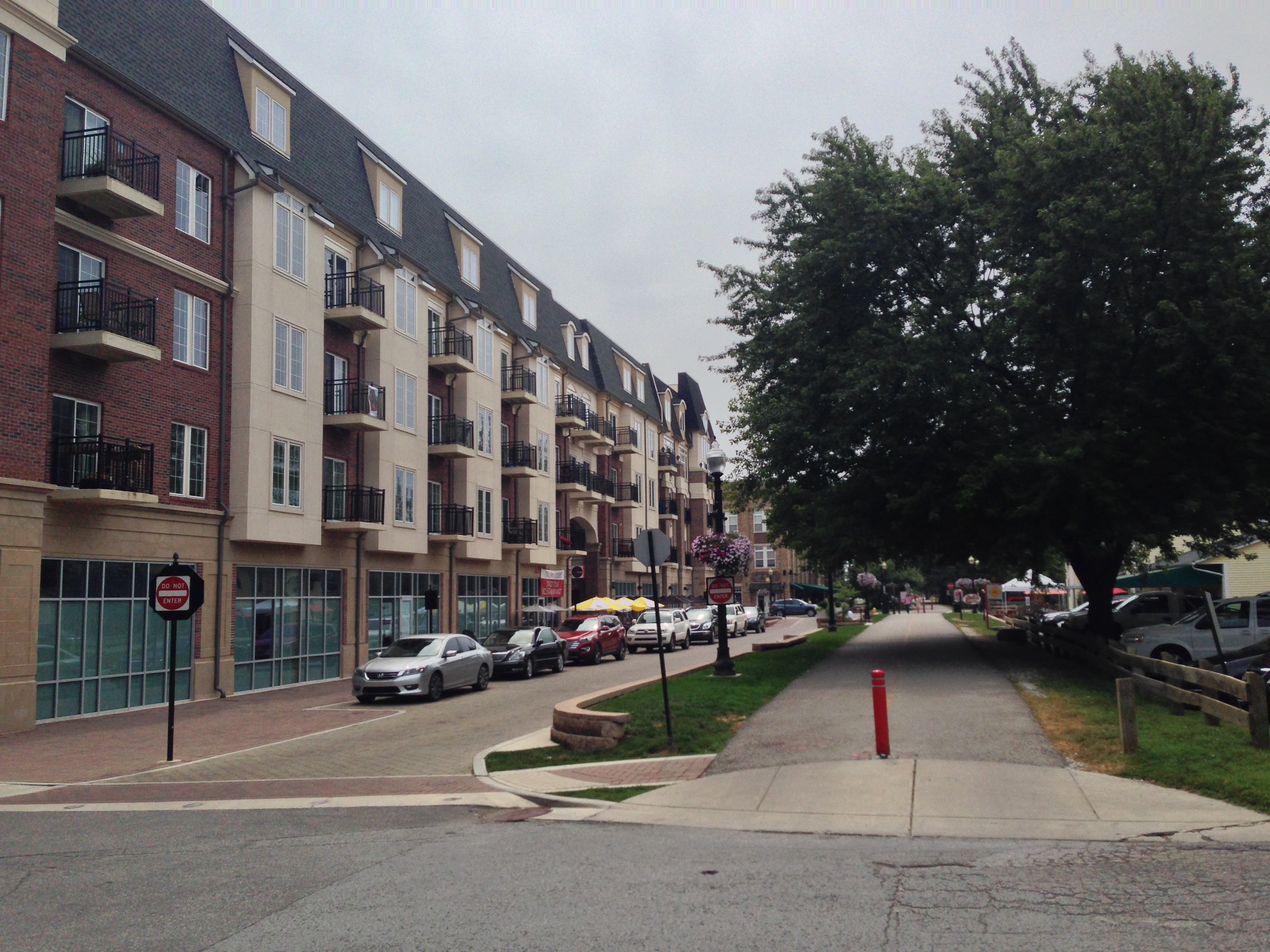
カーメル市内を通るモノン・トレイル

南北に通る通りの中でも、ギルフォード・ロードとレンジライン・ロードの間を通るモノン・トレイル（「モノン緑道」とも呼ばれている）は特異な存在である。モノン・トレイルは、かつてモノン鉄道が敷かれていた軌道の跡地を舗装し、道路に転用したもので、インディアナポリスのダウンタウンに近い10thストリートから北上し、ハミルトン郡に入ってカーメル・ウェストフィールド両市を通り、郡北西部の小さな町シェリダンの236thストリートへと至る、全長27.1マイル（43.6km）の歩行者・自転車専用道路である。2013年にカーメル市議会が満場一致で可決した条例により、カーメル市内のモノン・トレイルを通る自転車に対しては、96thストリートと111thストリートの間、および136thストリートと146thストリートの間では20mph（32km/h）、111thストリートと136thストリートの間では15mph（24km/h）の速度制限が設定されており、違反者にはその回数に応じた罰金も科される。

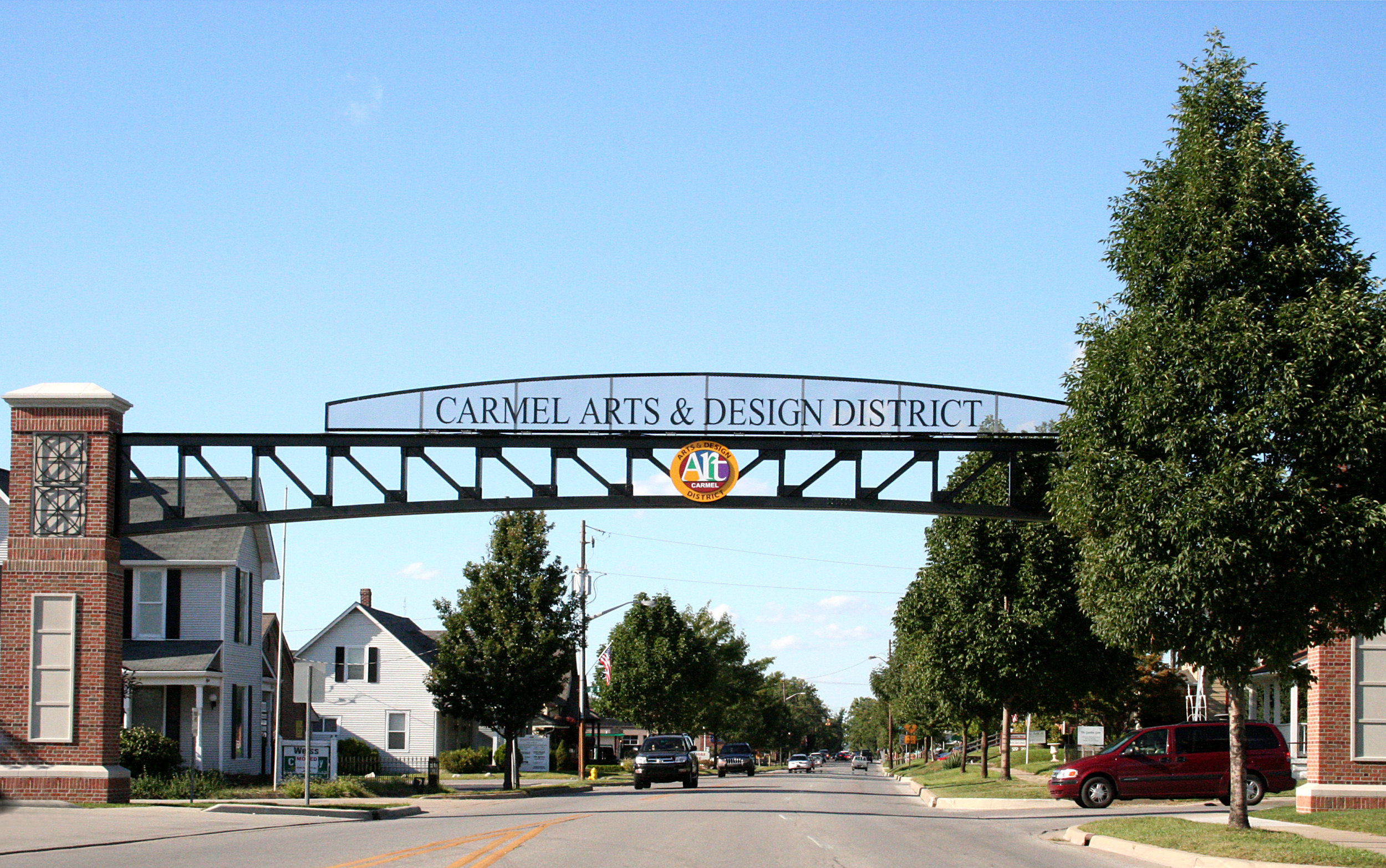
カーメル芸術・デザイン地区の門と街並み

上記の命名規則とは例外的に、市中央部やや北東寄りに広がるカーメル芸術・デザイン地区付近では、東西に通る通りの中心をメイン・ストリート、南北に通る通りの中心をレンジライン・ロードとし、東西に通る通りを「ストリート」、南北に通る通りを「アベニュー」とし、これらの通りから離れるほど大きくなる番号をつけた、全米の他都市で多く見られるような命名をされた通りが数本通っている。これらの通りには数字のほか、「1stストリートNE（北東）」や「3rdアベニューSW（南西）」のように、メイン・ストリートとレンジライン・ロードとの交差点からの位置関係が、その末尾に付けられている。このため、マリオン郡からの通しの番号である「126thストリート」の1本北に、この命名規則でつけられた「6thストリートSE」が通っているという、一見変則的なことになっているところもあるが、両者の番号が離れているので被ることは無い上、後者は基準となっている交差点との位置関係「SE」が末尾についていることによって判別が可能である。
カーメルは州内でも初めての電気式自動信号機が発明され、設置された地であるが、1990年代後半以降、賛否両論はあるものの、大きな通りの交差点は信号機を必要としないラウンドアバウトへの置き換えが進められている。2021年現在、カーメル市内のラウンドアバウトの数は130ヶ所を超えており、「アメリカ合衆国のラウンドアバウトの都」の異名を取っている。
カーメルは郊外都市であるため、高層建築物が建ち並ぶ明確なダウンタウンは有していない。しかし、南にカーメル・ドライブ、北にメイン・ストリート、東にレンジライン・ロード、西に3rdアベニューSWに囲まれた細長い地区には、市庁舎をはじめとする市政府の庁舎や商業施設が建ち並び、「副都心」的な業務・商業地区ができている。また、その西側、メリディアン・ストリートを中心とした、「メリディアン・ストリート回廊」（Meridian Street Corridor）と呼ばれる地区は、カーメル市内で最も、そしてインディアナポリス都市圏全体でもインディアナポリスのダウンタウンに次いで、オフィスが多く集中している地区である。メリディアン・ストリート回廊においては、その景観が保たれるよう、建物の建材や形状、ファサードを設けること、最低の高さなど、要件が厳格に定められている。

## 政治

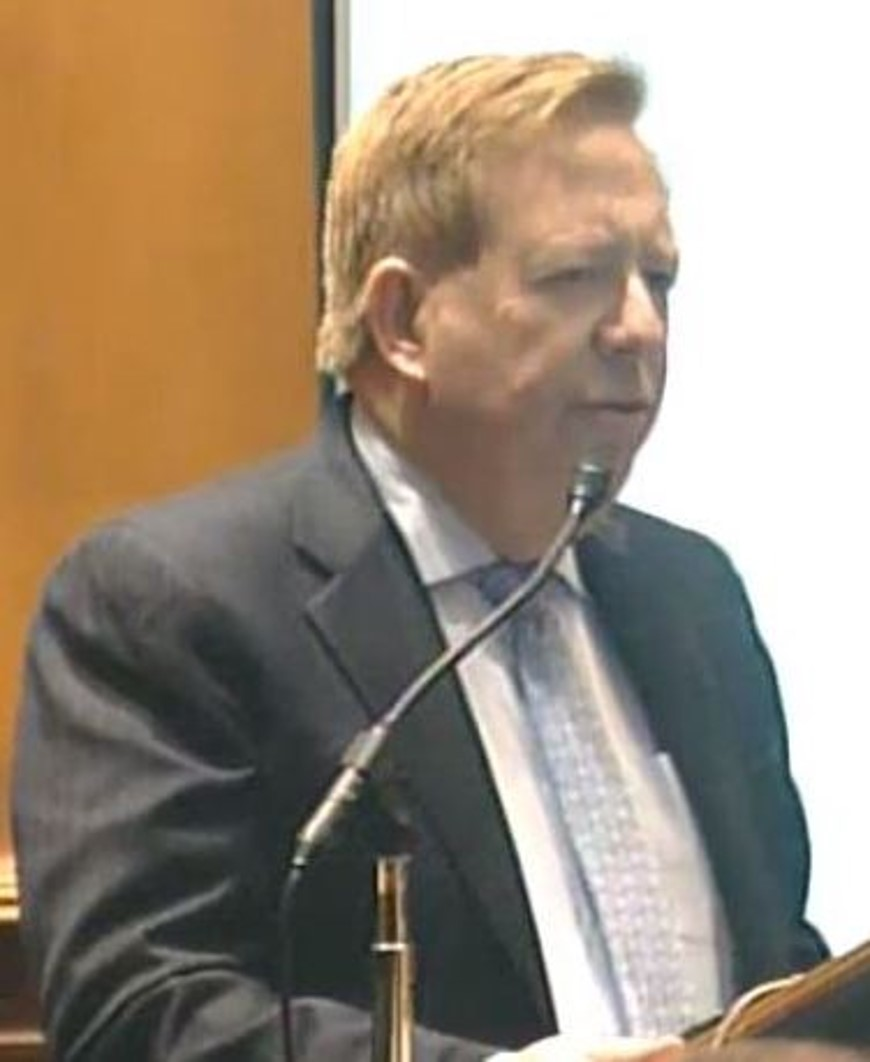
ジェームズ・ブレイナード

カーメルは市長制を採っている。市長は市の行政機関の長であり、市政府の日常業務全般に責任を負う。市長は選挙によって全市から選出され、その任期は4年である。多選には特に制限は無く、ジェームズ・ブレイナード（共和党）は、1996年に初当選し、2019年に7選を果たしている。2024年1月1日に退任した時点で、同氏はインディアナ州における最長期在任市長の一人とされていた。後任にはスー・フィンカム氏が当選し、2024年1月で市長に就任している。
市の司法機関である市裁判所の長は市判事である。市裁判所が扱う事件は交通違反、条例違反、および軽犯罪に限定されている。市判事は選挙によって全市から選出され、その任期は4年である。
市の立法機関である市議会は、「第2級都市」に移行した2016年以降、9人の議員から成っている。移行後初めての市選挙が行われた2019年以降、9人の市議員のうち6人は市を6つに分けた小選挙区から1人ずつ選出され、残り3人が全市から選出される。市議員の任期は4年である。
上記の市長、市判事、市議員に加え、市書記官も選挙で選出され、4年の任期を務める。市書記官は市議会と市裁判所の書記官を兼ねており、市議会においては議事録の作成および保管に、また市裁判所においては事件記録の作成および保管に責任を負う。

## 経済
メリディアン・ストリート回廊は前述の通り、カーメル市域内で最もオフィスの集積度が高い地区であり、大小40社以上が本社、もしくは地域重要拠点を置いている。そのうち主なものとしては、世界的な鍵製造・販売のアレジオンの南北アメリカ本社、CNOファイナンシャルグループ、アメリカ合衆国中西部およびカナダのマニトバ州における送電事業者ミッドコンチネント独立システムオペレータ（MISO）、および、住宅リフォーム・建設用品大手マスコ社傘下で、浴室や台所の蛇口を製造・販売するデルタ・フォーセットが挙げられる。なお、地域航空会社リパブリック・エアウェイズの本社も、2025年夏にカーメルへ移転予定である。

## 医療

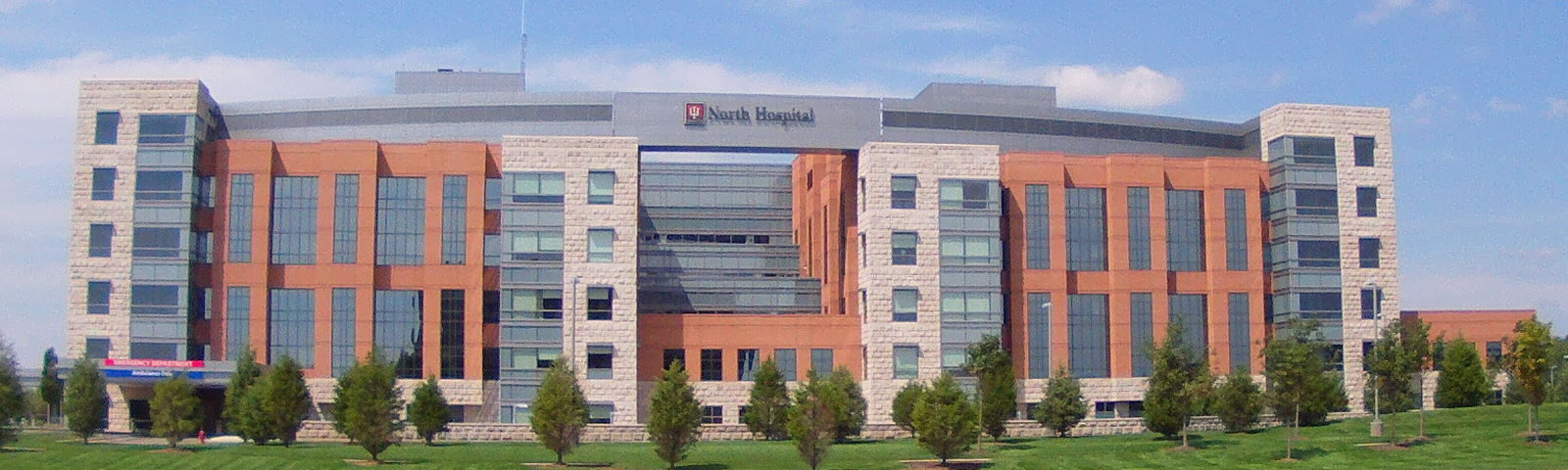
インディアナ大学ヘルス北部病院

メリディアン・ストリート回廊内、116thストリートの北、イリノイ・ストリートとメリディアン・ストリートの間にはインディアナ大学ヘルス北部病院が立地している。同院はその名が示す通りインディアナ大学医学部附属の病院で、2005年に開院以来、カーメル市のみならず、ハミルトン郡全体に地域密着型の医療を提供してきた。2020年には、同院本館の南隣に、インディアナ大学ヘルス・ジョー・アンド・シェリー・シュワルツがんセンターが開院した。また、同院内には、インディアナポリスのダウンタウンにあり、インディアナ大学ヘルス・アカデミック・ヘルス・センターを構成する病院の1つである、ライリー小児病院の「出張所」も設置されており、カーメルにいながらにして、ライリー小児病院の本院と同等の小児医療が受けられる体制が整えられている。同院はUSニューズ&ワールド・レポートでは、心不全、整形外科（臀部・膝）、肺炎の各分野で高評価を得ている。

## 交通
カーメルを含むインディアナポリス都市圏の玄関口となる商業空港は、インディアナポリスのダウンタウンの南西約14km、カーメルからは南西に約30km離れたインディアナポリス国際空港（IATA: IND）である。同空港には主要航空会社が各社ハブ空港からの便を就航させている。カーメル・フィッシャーズ市境から東へ約2.5kmに立地するインディアナポリス・メトロポリタン空港（IATA: 無し、FAA LIP: UMP）、およびウェストフィールドの西、ザイオンズビルの北、カーメルからは北西約15kmに立地するインディアナポリス・エグゼグティブ空港（IATA: 無し、FAA LIP: TYQ）はいずれも、ゼネラル・アビエーションと呼ばれる、自家用機やチャーター機などの発着が主となる、規模の小さい空港である。

インディアナポリス（マリオン郡）の州間高速道路・国道・州道網。カーメルはこの地図の範囲よりも上、国道31号線上にある。

州間高速道路は、I-65の支線で、インディアナポリスの環状道路になっているI-465が市南部をわずかに通っているほかはカーメルの市域内を通っていないが、国道31号線が高速道路規格となっており、インディアナポリスから北へカーメルや、そのさらに北のウェストフィールドへと通ずる、放射線としての役割を成している。I-465は国道31号線の高速道路区間の起点/終点となっているほか、I-65本線やI-69、I-70、I-74にもつながっている。I-65はシカゴ方面（北行）やルイビル方面（南行）へ、I-69はフォートウェインやミシガン州の州都ランシングを経由してカナダとの国境のポートヒューロンへ、I-70はオハイオ州コロンバス方面（東行）やセントルイス方面（西行）へ、I-74はシンシナティ（東行）やダベンポート（西行）へとそれぞれ通じている。
カーメル市内には路線バス等の公共交通機関は2021年現在通っていないが、2016年に策定された中央インディアナ交通整備計画（Central Indiana Transit Plan）では、同年に既にインディアナポリスで運行を開始し、同市北部のブロード・リップルと、南部のインディアナポリス大学とを、ダウンタウンを経由して結んでいるレッド・ラインというBRTを、「第2期」として北へ、カーメルを通ってウェストフィールドまで延伸することが盛り込まれている。

## 教育
カーメルにおけるK-12課程はカーメル・クレイ学区の管轄下にある公立学校によって支えられている。同学区は小学校（就学前教育・幼稚園・1-5年生）11校、中学校（6-8年生）3校、高校（9-12年生）1校を有し、約16,000人の児童・生徒を抱えている。学区唯一の高校であるカーメル高校は、全米24,000校の公立高校の中で400位以内、インディアナ州内では五指に入る評価をUSニューズ&ワールド・レポート誌によって受けている。また、同校は1988年より、後に姉妹都市となる河内長野市にあるキリスト教主義私立中高一貫校、清教学園中学校・高等学校と姉妹校提携を結んでいる。
これら公立学校に加えて、カーメルにはルーテル教会やカトリック教会などの小中一貫校や、その名が示す通り大学進学準備を主とするユニバーシティ高校といった私立高校もある。

## 文化

### 文化施設と名所

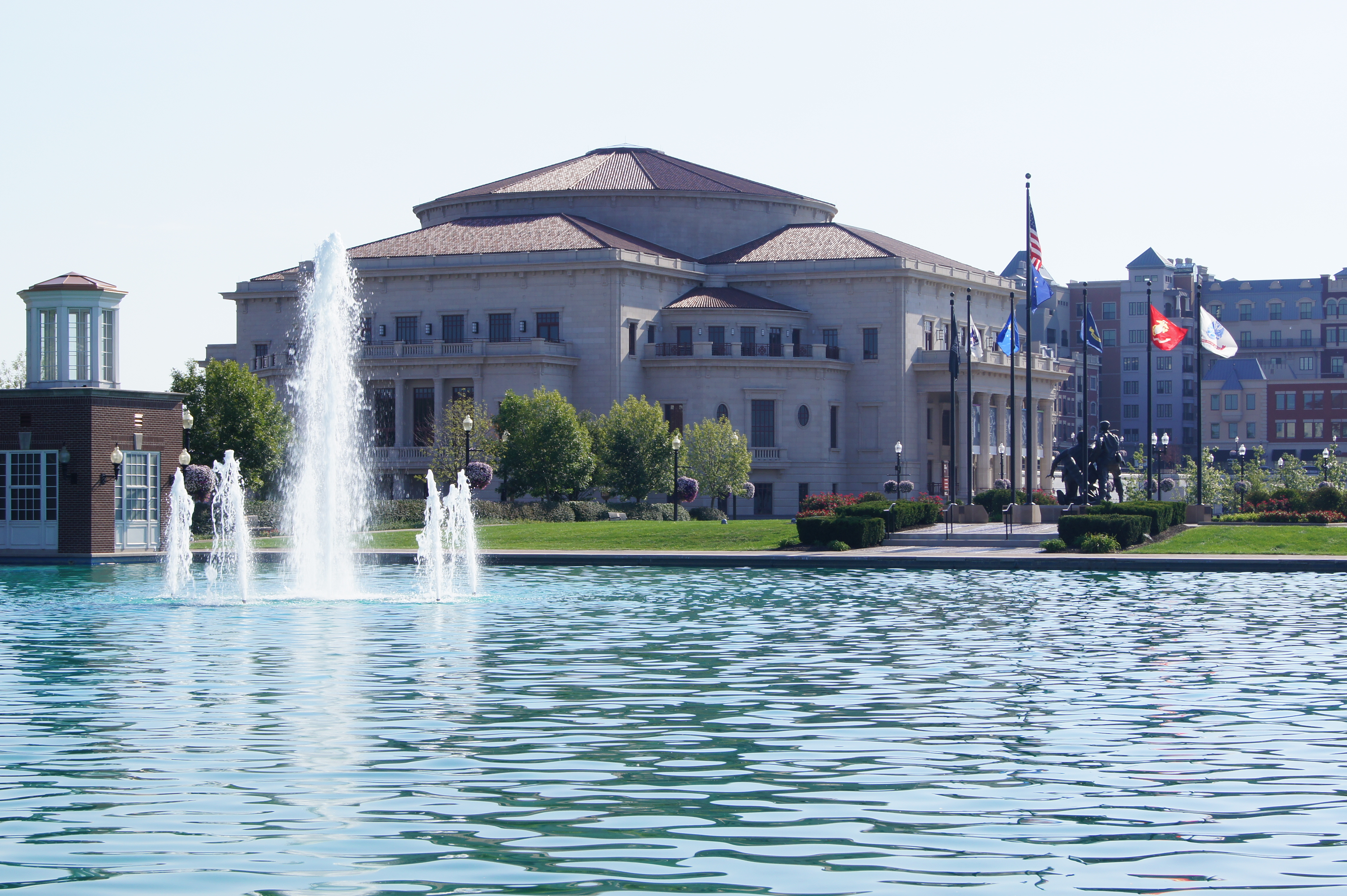
舞台芸術センターの「パラディウム」

舞台芸術センターはシティ・センター・ドライブと3rdアベニューSWの南西角に立地している。同センターは2011年に開館した、1,600席のコンサートホールを有する「パラディウム」（Palladium）、プロセニアム・アーチを有する500席の「ターキントン」（Tarkington）、および200席のスタジオ・シアターという3つの劇場を有し、アクターズ・シアター・オブ・インディアナ、カーメル交響楽団、中部インディアナ・ダンス・アンサンブル、シビック・シアター、グレゴリー・ハンコック・ダンス・シアター、およびインディアナ・ウィンド・シンフォニーの6つの舞台芸術団体が本拠にしている。「パラディウム」は同センターの中核となる施設で、コンサートホールのほか、3室の貸集会場、および歌集展示ギャラリーも有している。「ターキントン」は主として演劇、ミュージカル、ダンスの公演や、講演会等に用いられる。スタジオ・シアターは、小規模ではあるものの柔軟な構成が可能であり、様々な音楽・演劇の公演に使われる。「ターキントン」およびスタジオ・シアターは、「パラディウム」から中央広場を挟んで反対側に建っている建物の中に入っている。加えて、同センターは芸術教室・キャンプ・クラブの開講・実施や、センター内外での児童・生徒・学生を対象とした芸術教育も行っている。
「パラディウム」内にはグレート・アメリカン歌集財団の本部も置かれている。同財団は2007年に、5度のグラミー賞ノミネートを誇るマイケル・ファインスタインが設立したもので、作詞・作曲家、歌手・演奏家、および出版社の物理的な成果物たる歌集の収集・保存・展示を通じて、音楽とその歴史を永続化することを目的としている。同財団は「パラディウム」内に前述の歌集展示ギャラリーを有するほか、全米で唯一の、歌集の収蔵に特化した図書館、および歌集殿堂を有している。加えて、同財団は毎年夏の高校生向け「歌集アカデミー」をはじめとした音楽教育も行っている。同財団は、ロサンゼルスのグラミー博物館の提携文化施設ともなっている。
カーメル芸術・デザイン地区内、メイン・ストリートと1stアベニューSEの南東角にはミニチュアハウス博物館が立地する。1993年に開館した同館は、全米でも数少ない、ミニチュアハウスに特化した博物館である。ミニチュアハウスはドールハウスとは異なり、時代ごとの建築様式を反映し、家具等に至るまで、玩具としてではなく、あくまでレプリカとしての精巧さに力点を置いている。同館で展示されているミニチュアハウスには、1:12スケールのものが多い。
市庁舎のすぐ南には池泉回遊式の河内長野日本庭園が立地している。同園はカーメルと河内長野市との姉妹都市提携15周年を記念して、2009年に開園したものである。開園記念式典においては、「河内長野の日」と題して、書道、琴の演奏、茶道、および華道が披露された。その翌々年、2011年には、カーメル・河内長野両市のロータリークラブが協働で、園内に四阿式の茶室を建てた。完成記念式典では、この茶室で茶の湯が振る舞われた。カーメル市当局は2021年1月より、人口増に見合った水貯留の改善と美観の両方を目的として、2022年春の完成を目指して、南を通るカーメル・ドライブまでの同園の拡張工事を進めている。完成すると園の面積は3倍となり、拡張部分はカーメルのもう1つの姉妹都市である襄陽市にちなんだ中国庭園となる予定であったが、2023年に同市との姉妹都市関係を解消したことに伴い、この中国庭園の計画は中止となった。

### イベント
2014-19年、カーメルではロールファスト・グラン・フォンドという自転車のレースが行われていた。このレースは距離でピッコロ（25マイル/40km）、メディオ（65マイル/105km）、グラン（100マイル/161km）の3部門に分かれ、いずれも12歳以上であれば誰でも参加できた。2017年には、グラン部門で3時間44分59分の世界記録を樹立し、それ故に「世界最速のフォンド」と呼ばれた。2019年には、このレースのグラン部門はグラン・フォンド・ワールド・ツアーを成すレースの1つとして行われた。2021年には、このレースに代わって、バイク・カーメルが主催する、「ラウンドアバウト・ライド」という25マイルと50マイル（80km）のレースが始まった。バイク・カーメルはこのレースのほか、夏季の6-9月に、所要1-1.5時間程度のサイクリングイベントも主催している。
「パラディウム」前の中央広場では、毎年夏季の5-9月、毎週土曜日に農産品市が開かれる。1998年に始まったこの農産品市では地元インディアナ州産の農産物が販売され、その他出店も出るほか、中央広場東側のカーメル・ロータリー野外劇場でのコンサートも行われる。農産品市には毎年、90,000人以上が訪れる。なお、冬季の11-3月の毎週土曜日には、中央広場の約300m北、3rdアベニューSW沿いに建つ針金工場跡で、同様の内容の冬季農産品市が行われる。
カーメル芸術・デザイン地区でも様々なイベントが行われる。毎年8月最終週末には、アートモビリア（Artomobilia）という、クラシックカーやその他、珍しい車を「芸術作品」として見せる自動車ショーが行われる。また、毎年9月には、世界中の芸術家の作品が集まり、その審査も行われる展示会や、コンサートが行われ、飲食の出店も出る、カーメル国際芸術祭が開かれる。
2025年より、4月には日本の姉妹都市・河内長野市との友好30周年を記念し「桜まつり」が日本庭園で開催された。5月にはムスリム文化を紹介する「イードフェスト」が市庁舎前で行われ、いずれも多文化共生を象徴する催しとして定着しつつある。

## 人口推移
以下にカーメル市における1880年から2020年までの人口推移をグラフおよび表で示す。インディアナポリス・カーメル・アンダーソン都市圏、およびインディアナポリス・カーメル・マンシー広域都市圏全体の人口については、インディアナポリス#都市圏を参照のこと。
| 統計年 | 人口     |
| ------ | -------- |
| 1880年 | 92人     |
| 1890年 | 471人    |
| 1900年 | 498人    |
| 1910年 | 626人    |
| 1920年 | 598人    |
| 1930年 | 682人    |
| 1940年 | 771人    |
| 1950年 | 1,009人  |
| 1960年 | 1,442人  |
| 1970年 | 6,691人  |
| 1980年 | 18,272人 |
| 1990年 | 25,380人 |
| 2000年 | 37,733人 |
| 2010年 | 79,191人 |
| 2020年 | 99,757人 |

## 姉妹都市
カーメルは以下の都市と姉妹都市提携を結んでいる。
- 河内長野市（日本・大阪府） - 1994年4月8日締結[46][78]
- イェルガヴァ（ラトビア） -2022年締結
- [[コルトーナ|]] コルトーナ（イタリア）-2022年締結
- [[コルトーナ|]] ヴィシャーカパトナム（インド）-2023年締結
- [[コルトーナ|]] リュエイユ＝マルメゾン（フランス）-2023年締結
- [[コルトーナ|]] ザイフェン（ドイツ）-2023年締結
- 襄陽市（中華人民共和国湖北省） - 2012年6月29日締結[79]、2024年に提携解消。[80]

## 註
1. 1 2 3 4 5 6 7 8 9  History. City of Carmel. 2021年8月12日閲覧.
2. ↑  QuickFacts: Carmel city, Indiana. U.S. Census Bureau. 2020年.
3. ↑  City Wide Awards. City of Carmel. 2016年. 2025年6月23日閲覧.
4. ↑  History. City of Fishers. 2021年8月6日閲覧.
5. ↑  Haines, p.241.
6. ↑  Heighway, David. Hamilton County History Timeline. Carmel Clay Historical Society. 2021年8月13日閲覧.
7. ↑  Indiana: Clark County, Indiana: Hamilton County. Jim Forte Postal History. 2021年8月13日閲覧.
8. ↑  Haines, p.247.
9. ↑  Carmel Monon Depot. National Register of Historic Places Program. National Park Service. 2021年8月13日閲覧.
10. ↑  Hazen, Will. Sparking Innovation – Electrifying Indiana's First Traffic Light. Hoosier Heartland Trolley Company. 2018年12月2日. 2021年8月13日閲覧.
11. 1 2  Cities. Board of Accounts, State of Indiana. 2021年8月8日閲覧.
インディアナ州では州法にの定めにより、10年ごとの国勢調査時点での人口規模に基づいて「第1級都市」（人口600,000人以上）、「第2級都市」（人口35,000-599,999人）、「第3級都市」（人口34,999人以下）の3つに分類する。「第4級都市」は2021年現在では分類自体が存在しない。
12. ↑  Erdody, Lindsey. Carmel City Council votes to change city to second-class status. Indianapolis Business Journal. 2016年1月5日. 2021年8月13日閲覧.
13. ↑  Richardson, Leisa. Carmel, Fishers chambers merge. The Indianapolis Star. 2015年2月10日. 2021年8月19日閲覧.
14. ↑  Our Team. One Zone Chamber of Commerce. 2021年8月19日閲覧.
15. ↑  Monon Trail. TrailLink. Rails-to-Trails Conservancy. 2021年8月15日閲覧.
16. ↑  McFeely, Dan. Carmel approves speed limits on Monon for bicyclists, rules for dog walkers. The Indianapolis Star. 2013年11月4日. 2021年8月15日閲覧.
17. 1 2  Roundabouts. City of Carmel. 2021年8月15日閲覧.
18. 1 2  Roundabout Index: Carmel, IN. All About Roundabouts Society. 2021年3月22日. 2021年8月15日閲覧.
19. ↑  Sims, Chris. Carmel's latest reason to celebrate: Roundabout No. 110. The Indianapolis Star. 2017年9月14日.
20. ↑  Contreras, Natalia. Carmel loves roundabouts: Here's why. The Indianapolis Star. 2019年1月1日.
21. ↑  Tuohy, John. Carmel roundabouts increased crashes at many major intersections. The Indianapolis Star. 2019年12月1日.
22. ↑  A dozen fun facts about the 'roundabout capital'. Build a Better Burb. Congress for the New Urbanism. Qtd from The Indianapolis Star, 2016年11月17日. 2021年8月15日閲覧.
23. ↑  US31/Meridian Street Overlay District Visual Guide. p.2. City of Carmel. 2021年8月15日閲覧.
24. ↑  US31/Meridian Street Overlay District Visual Guide, pp.3-5.
25. 1 2 3 4  Carmel, Indiana City Government Structure. City of Carmel. 2021年8月13日閲覧.
26. ↑  Contreras, Natalia E. Mayor Jim Brainard wins GOP primary in closest race in decades. The Indianapolis Star. 2019年5月7日. 2021年8月13日閲覧.
27. ↑  News, WFYI (2023年11月7日). “Finkam wins Carmel mayor race” (英語). WFYI Public Media. 2025年6月23日閲覧。
28. ↑  Montgomery, Gregg. “Carmel inauguration ceremony” (英語). Indianapolis News | Indiana Weather | Indiana Traffic | WISH-TV |. 2025年6月23日閲覧。
29. ↑  Clerk of the City. City of Carmel. 2021年8月13日閲覧.
30. ↑  Allegion Locations. Allegion. 2021年8月29日閲覧.
31. ↑  CNO Financial Group (CNO). Reuters. 2021年8月29日閲覧.
32. ↑  Locations. Midcontinent Independent System Operator. 2021年8月29日閲覧.
33. ↑  Contact Us. Delta Faucet. 2021年8月29日閲覧.
公式には住所の市が「インディアナポリス」になっているが、その「イースト111thストリート55番地」に該当する場所は、.実際にはカーメル市域内である。
34. 1 2 3  Find Locations: IU Health North Jospital. Indiana University Health. 2021年8月29日閲覧.
35. ↑  Find Locations: IU Health Joe & Shelly Schwarz Cancer Center. Indiana University Health. 2021年8月29日閲覧.
36. ↑  Contact and Locations: Riley Hospital for Children at IU Health North Hospital. Riley Children's Health, Indiana University Health. 2021年8月29日閲覧.
37. ↑  Indiana University Health North Hospital. U.S. News & World Report. 2021年. 2021年8月29日閲覧.
38. ↑  Indianapolis Int'l. Airport Master Record. Federal Aviation Administration. 2021年7月15日. 2021年8月7日閲覧.
39. ↑  Indianapolis Metro. Airport Master Record. Federal Aviation Administration. 2021年7月15日. 2021年8月7日閲覧.
40. ↑  Indianapolis Exec. Airport Master Record. Federal Aviation Administration. 2021年7月15日. 2021年8月12日閲覧.
41. ↑  The Central Indiana Transit Plan. p.38. Indianapolis Metropolitan Planning Organization. 2016年6月16日. 2021年8月12日閲覧.
42. ↑  Red Line. Indianapolis Public Transportation Corporation. 2021年8月12日閲覧.
43. ↑  Schools. Carmel Clay Schools. 2021年8月14日閲覧.
44. ↑  Carmel Clay Schools. U.S. News & World Report. 2021年8月14日閲覧.
45. ↑  Carmel High School. U.S. News & World Report. 2021年8月14日閲覧.
46. 1 2 3  Kawachinagano, Osaka, Japan. City of Carmel. 2021年8月14日閲覧.
47. ↑  グローバル教育. 清教学園中・高等学校. 2021年8月14日閲覧.
48. ↑  About The Center for the Performing Arts. The Center for the Performing Arts. 2021年8月27日閲覧.
49. ↑  The Palladium. The Center for the Performing Arts. 2021年8月27日閲覧.
50. 1 2  The Tarkington. The Center for the Performing Arts. 2021年8月27日閲覧.
51. 1 2  The Studio Theater. The Center for the Performing Arts. 2021年8月27日閲覧.
52. ↑  Classes, Camps & Clubs. The Center for the Performing Arts. 2021年8月27日閲覧.
53. ↑  Student Opportunities. The Center for the Performing Arts. 2021年8月27日閲覧.
54. ↑  About. Great American Songbook Foundation. 2021年8月28日閲覧.
55. ↑  Archives & Library. Great American Songbook Foundation. 2021年8月28日閲覧.
56. ↑  Hall of Fame. Great American Songbook Foundation. 2021年8月28日閲覧.
57. ↑  Education, Songbook Academy. Great American Songbook Foundation. 2021年8月28日閲覧.
58. ↑  Affiliations.  Great American Songbook Foundation. 2021年8月28日閲覧.
59. ↑  Cultural Affiliates. Grammy Museum. 2021年8月28日閲覧.
60. ↑  About. Museum of Miniature Houses. 2021年8月28日閲覧.
61. ↑  Shambaugh, Ann Marie. Garden behind Carmel's City Hall to expand to Carmel Drive. Current Publishing. 2021年1月21日. 2021年8月28日閲覧.
62. ↑  “Carmel to end membership with U.S. Heartland China Association” (英語). Current Publishing (2024年2月8日). 2025年6月23日閲覧。
63. ↑  Rollfast Gran Fondo (Archive). Rollfast. 2021年8月28日閲覧.
64. ↑  Taylor, Beth. Rollfast Gran Fondo Bike Ride Tries a New Route. Carmel Monthly Magazine. Collective Publishing. 2021年8月28日閲覧.
65. ↑  Rollfast Gran Fondo. Ride with GPS. 2021年8月28日閲覧.
66. ↑  Tanner, Matt. Roundabout Ride Announced. Rollfast. 2021年8月26日. 2021年8月28日閲覧.
67. ↑  Bike Carmel Events. City of Carmel. 2021年8月28日閲覧.
68. ↑  Farmers Market. Carmel Farmers Markets. True Communications. 2021年8月29日閲覧.
69. ↑  Winter Market. Carmel Farmers Markets. True Communications. 2021年8月29日閲覧.
70. ↑  Artomobilia. Artomobilia. 2021年8月29日閲覧.
71. ↑  Artomobilia Weekend Is Back and Bigger Than Ever! Carmel Monthly Magazine. Collective Publishing. 2021年5月. 2021年8月29日閲覧.
72. ↑  Morwick, Rick. Carmel gears up for Artomobilia Weekend. Current Publishing. 2021年8月19日. 2021年8月29日閲覧.
73. ↑  About. Carmel International Arts Festival. 2021年8月29日閲覧
74. ↑  “Carmel’s inaugural Cherry Blossom Festival draws attendees from near and far” (英語). Current Publishing (2025年5月8日). 2025年6月23日閲覧。
75. ↑  “Carmel’s inaugural EidFest to celebrate Muslim heritage” (英語). Current Publishing (2025年5月15日). 2025年6月23日閲覧。
76. ↑  Gibson, Campbell. Population of the 100 Largest Cities and Other Urban Places in the United States: 1790 to 1990. US Census Bureau. 1998年6月.
77. ↑  Sister City. City of Carmel. 2021年8月12日閲覧.
78. ↑  交流の経過, 河内長野市・カーメル市姉妹都市提携盟約書. 河内長野市. 2021年8月12日閲覧.
79. ↑  Xiangyang, Hubei, China. City of Carmel. 2021年8月12日閲覧.
80. ↑  Thorp, Benjamin (2024年2月9日). “Carmel just withdrew from the United States Heartland China Association. Here’s why” (英語). WFYI Public Media. 2025年6月23日閲覧。